# Inga pauciflora
Inga pauciflora är en ärtväxtart som beskrevs av Wilhelm Gerhard Walpers. Inga pauciflora ingår i släktet Inga och familjen ärtväxter. IUCN kategoriserar arten globalt som sårbar. Inga underarter finns listade i Catalogue of Life.